# Noah Wallace
Noah Wallace (6 de julio de 1991) es un deportista estadounidense que compite en esquí acrobático. Ganó una medalla de bronce en el Campeonato Mundial de Esquí Acrobático de 2015, en la prueba de slopestyle.

## Medallero internacional
| Campeonato Mundial | Campeonato Mundial    | Campeonato Mundial | Campeonato Mundial |
| Año                | Lugar                 | Medalla            | Competición        |
| ------------------ | --------------------- | ------------------ | ------------------ |
| 2015               | Kreischberg (Austria) | Medalla de bronce  | Slopestyle         |